# Juan Puchades
Juan Puchades es un crítico de cómic y música español, también editor, nacido en Valencia en 1965. En sus inicios como historietista, se le adscribió a la Nueva Escuela Valenciana.

## Biografía
En 1988 y junto a Manel Gimeno fundó el sello "La General Ediciones", que editó álbumes y la publicación teórica "El Maquinista" y la paralela "El Maquinista Mensual".
A principios de los 90, publicó diversas historietas en las revistas "Boom" (suplemento "Exit"), "Camacuc", "El Víbora", "El Maquinista" y en la francesa "El Building".
Tras codirigir la "Historia del tebeo valenciano" (1992), creó "Midons", editorial dedicada a la cultura popular.
Como periodista, ha escrito de cómics y música desde finales de los años 80 en, entre otras publicaciones, "Cartelera Turia", "Dise", "Boom", "El Maquinista", "El Maquinista Mensual", "Zona de Obras", "El Mundo", "El País", "Babelia" ("El País"), "Efe Eme", "Esquire", "Mondo Sonoro", "Rolling Stone" y "Cuadernos Efe Eme".
En 1998 y junto a Diego A. Manrique, fundó la revista musical "Efe Eme" (dirigida inicialmente por Manrique). Encargándose de la dirección desde mediados de 1999 hasta comienzos de 2015. Desde 2014 dirige la revista trimestral en papel "Cuadernos Efe Eme", dedicada únicamente a historia de la música popular.

## Obra
Como historietista
- 1988 Amor Pasión ("La General")
- 1990 Adéu a la francesa, con guion de Alfons Cervera ("La General")
- 1990 Un tornillo en la costa (Malvarrosa editorial)
- 1992 Los Llopis, con guion de Joan Carles Martí, para "Diario 16".[1] (Recogido en álbum por "La General")

Como periodista
- 1992 Historia del tebeo valenciano, codirector (Levante EMV)
- 1995 Cómic y rock, (Midons)
- 2001 Un alto en el camino. Conversaciones con Loquillo, (Zona de Obras/SGAE)
- 2003 Sin vuelta atrás. Conversaciones con Ariel Rot, (Zona de Obras/SGAE)
- 2011 Peret: Biografía de la Rumba Catalana, (Global Rhythm Press)
- 2015 El oro y el fango (recopilación de artículos), (Efe Eme)
- 2019 19 días y 500 noches, Sabina fin de siglo, (Efe Eme)